# Dash Creek
Dash Creek är ett vattendrag i Kanada. Det är beläget i provinsen British Columbia, i den sydvästra delen av landet, 3 500 km väster om huvudstaden Ottawa.
I omgivningarna runt Dash Creek växer i huvudsak barrskog. Trakten runt Dash Creek är nära nog obefolkad, med mindre än två invånare per kvadratkilometer.  Trakten ingår i den hemiboreala klimatzonen. Årsmedeltemperaturen i trakten är 0 °C. Den varmaste månaden är juli, då medeltemperaturen är 13 °C, och den kallaste är december, med −10 °C.